# Alexander Salazar
Alexander Salazar (ur. 28 listopada 1949 w San José w Kostaryce) – amerykański duchowny katolicki pochodzenia kostarykańskiego, biskup pomocniczy Los Angeles w latach 2004–2018.

## Życiorys
Studiował na California State University i w latach 1968–1979 był nauczycielem w Compton. W 1979 wstąpił do seminarium duchownego w Los Angeles.
Święcenia kapłańskie otrzymał z rąk kardynała Timothy'ego Manninga w dniu 16 czerwca 1984 i inkardynowany został do archidiecezji Los Angeles. Pracował przede wszystkim w parafiach miasta, od 2003 był także wicekanclerzem kurii.
7 września 2004 papież Jan Paweł II mianował go biskupem pomocniczym Los Angeles ze stolicą tytularną Nesqually. Sakry biskupiej udzielił mu kard. Roger Mahony.

## Sprawa molestowania seksualnego nieletnich
W 2002 roku organy ścigania zajęły się zarzutami wobec ks. Alexandra Salazara, które miały dotyczyć molestowania seksualnego z lat 90. Prokurator okręgowy nie wniósł oskarżenia w tej sprawie, jednak archidiecezja skierowała sprawę do Kongregacji Nauki Wiary, która przeprowadziła dochodzenie. Alexander Salazar już jako biskup zaprzeczał wszelkim zarzutom. 19 grudnia 2018 roku papież Franciszek przyjął jego rezygnację z pełnionych obowiązków.